# Diamantina Developmental Road
Die Diamantina Developmental Road ist eine teilweise befestigte Straße durch das Outback im Südwesten von Queensland, Australien. Sie führt auf 1349 km von Mount Isa nach Charleville (Queensland).
Die Straße wird in Etappen weiter modernisiert, zuletzt wurden im Jahr 2008 sechs Millionen australische Dollar für die Verbreiterung und Asphaltierung zur Verfügung gestellt.

## Verlauf
Die Straße verläuft von Mount Isa zunächst in südliche Richtung. Nach etwa 300 km, kurz vor Boulia, zweigt der Donohue Highway in westliche Richtung ab. Nach weiteren 200 km Richtung Süden kommt man nach Bedourie. Wenig später an der Abzweigung der Eyre Developmental Road nach Birdsville ändert die Diamantina Developmental Road ihre Richtung und verläuft nunmehr für den Rest der Strecke Richtung Osten. Im weiteren Verlauf ist es auf drei verschiedenen Straßen möglich, den im Norden liegenden Diamantina-Nationalpark zu erreichen. Nach 450 km auf meist unbefestigter Piste kommt man nach Windorah. Von hier aus ist es möglich, in den Welford-Nationalpark zu gelangen. Weiter führt die Straße dann über Quilpie um nach weiteren 450 km bei Charleville (Queensland) auf den Mitchell Highway zu stoßen.
Der höchste Punkt im Verlauf des Highways liegt auf 426 m, der niedrigste auf 73 m.